# 莱顿尼亚
莱顿尼亚（瑞典語：Ladonien）是一个位于瑞典南部的私人國家。 于1996年，由瑞典艺术家拉斯维克（英語：Lars Vilks）宣布成立。它位于瑞典南边小城赫尔辛堡城外不远的的Kullaberg国家自然保护区的海边。拉东尼亚小国占地大约一平方公里，无任何常住居民，国家的主体是由两座雕塑组成的，一座木质的叫做Nimis（拉丁语“太多”的意思），另一座石制的，叫做Arx（拉丁语“堡垒”的意思）。

## 历史
Nimis和Arx的建造从1980年就开始了，但因为建造的地点在自然保护区一个不容易发现的角落，所以在建造完成后的2年时间里它都一直不为人知。被发现后，当地政府要求建造者Lars Vilks拆除他的作品，因为他无权在自然保护区内进行建造。

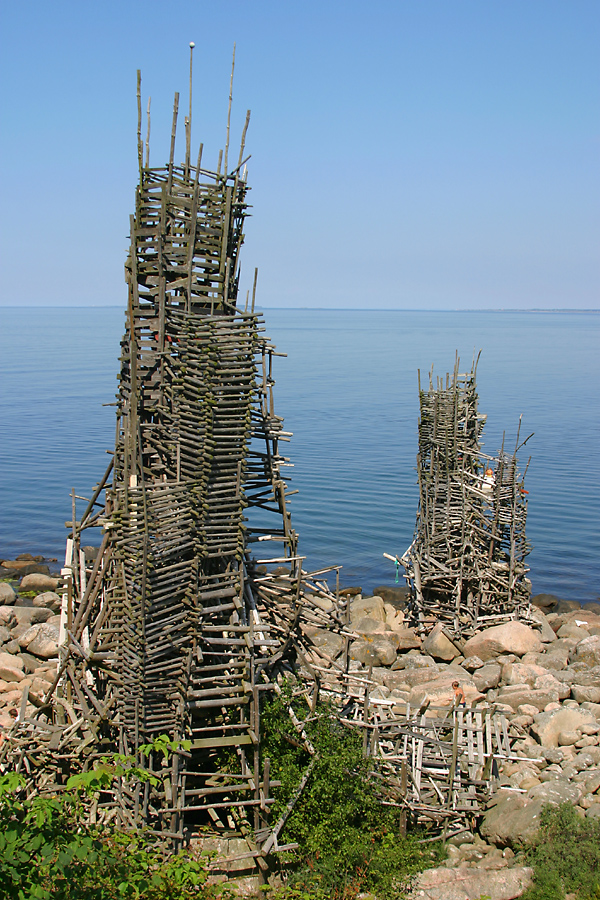
Nimis

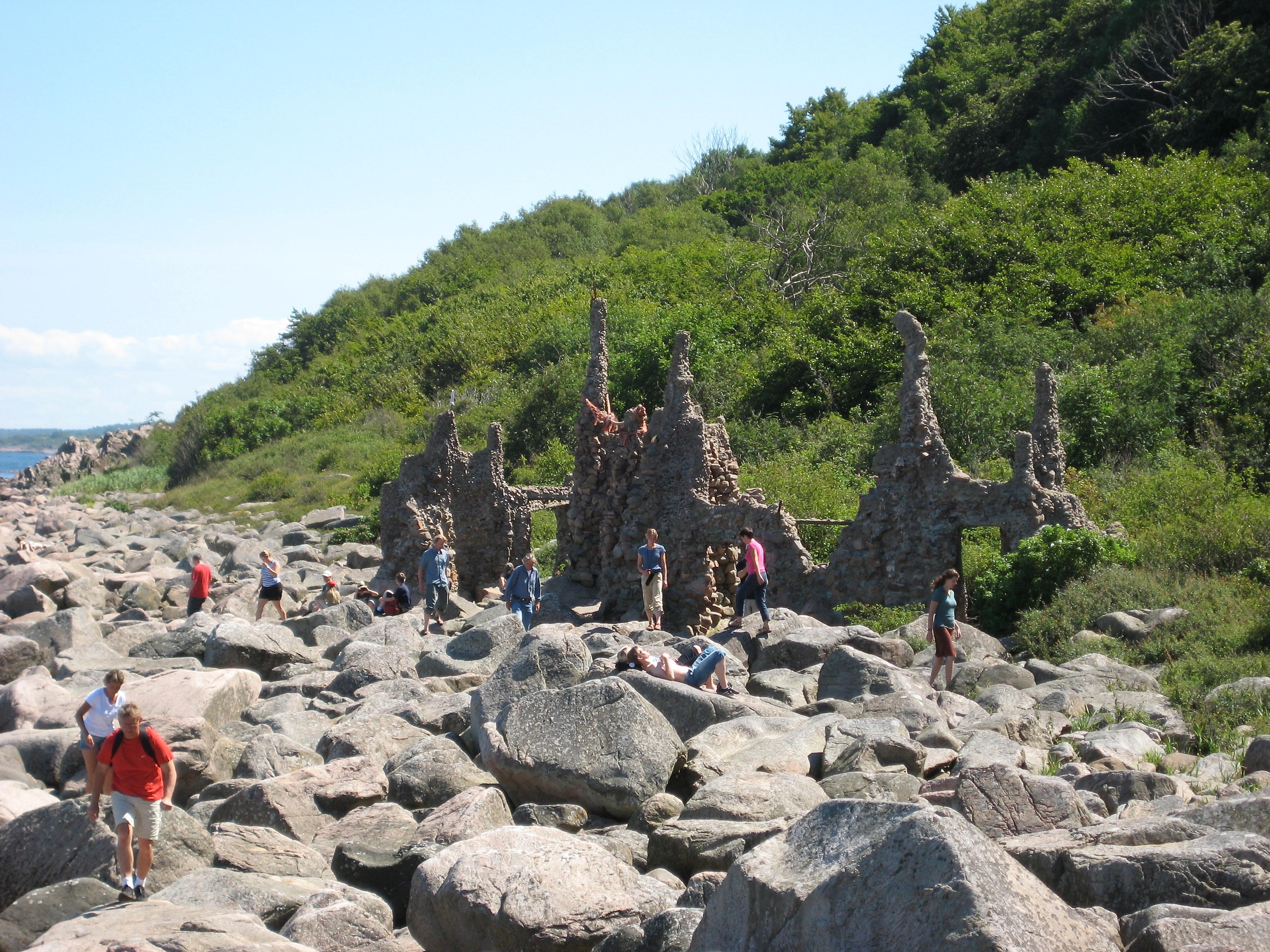
Arx

Lars Vilks自然不接受地方政府的这个决定，而是向地方法院提出申诉，可惜败诉了。于是他走上了類似秋菊打官司的道路，反复的上诉，败诉再上诉。与此同时，Nimis被艺术收藏家Joseph Beuys于1984年购买，在Joseph去世后，又转手给了Christo and Jeanne-Claude。虽然Lars Vilks不断败诉，但这两座雕塑一直未被拆除。经过与瑞典政府的马拉松长跑似的官司，Lars Vilks最终决定于1996年6月2日宣布成立独立国家莱顿尼亚。

## 人口
截至2011年12月24日，莱顿尼亚有人口16033，其中大约5700人生活在瑞典，其余人口来自世界50余个国家
莱顿尼亚的国籍在网上填写一个申请表格就可以拥有。国籍申请网页上明确注明“莱顿尼亚不可能提供住处、工作以及签证”。曾经在2002年，莱顿尼亚突然在一个月时间里接收到了3000多名巴基斯坦难民的国籍申请，他们四处打探莱顿尼亚的大使馆在哪里，如何申请避难，让Lars Vilks哭笑不得。

## 寻找莱顿尼亚
因为莱顿尼亚的存在并不被瑞典政府所承认，所以莱顿尼亚虽然是一个很热门的旅游景点，但要找到它却并不容易。因为没有官方的地图或者路标注明他的存在。它位于瑞典南部斯堪那省，在赫尔辛堡城外大约三，四十公里的Mölle小镇旁边的Kullaberg国家自然保护区，只能通过步行到达。
进入Kullaberg自然保护区的山林里面，需要先找到往Arlid小镇方向走的路牌，有些路牌上面会有一个黄色的N字，N代表Nimis。这个黄色的N字是Lars Vilks自己油漆上去并维护的，可以出现在路标上或者树上。跟着黄色的N字，走过一段高低不平的山路，就可以看到Nimis的木质入口和大海了。

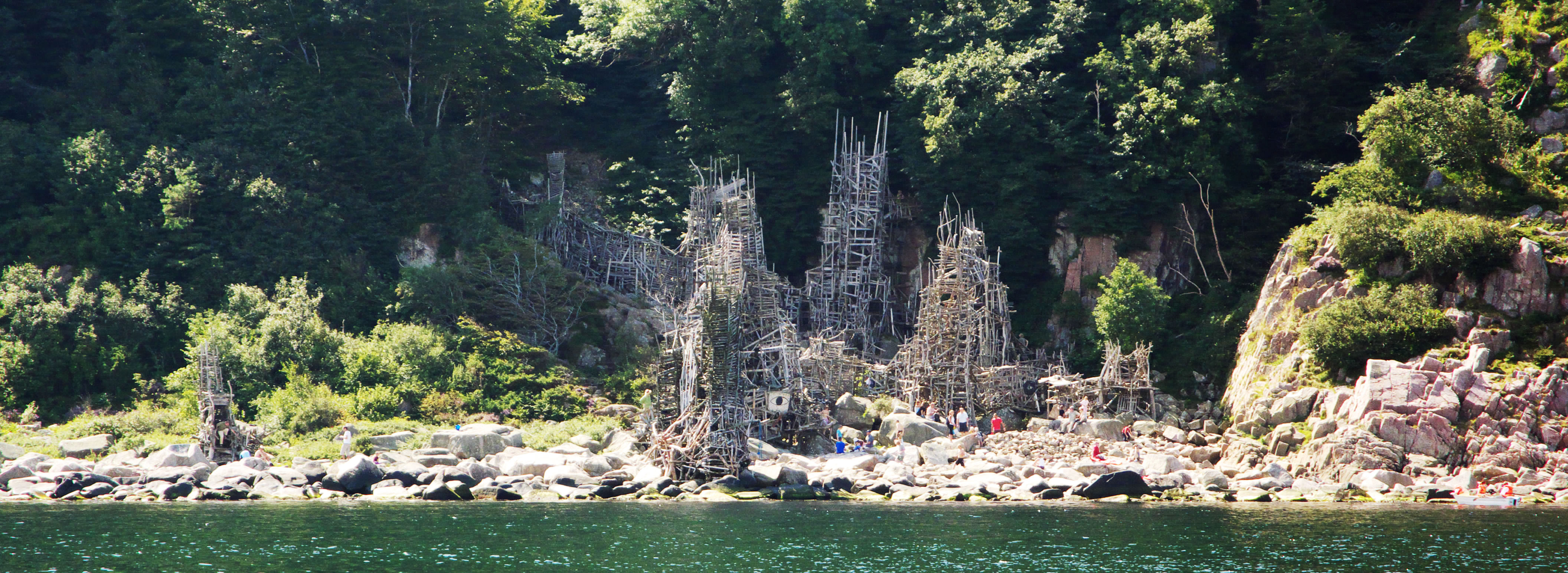
Nimis as seen from the bay

## 引用文献
1. ↑  拉东尼亚有两首国歌。一首是由Greve Jan Lothe von Eriksen谱写的，它由石头扔进水里的声音组成；另一首是由卫生部长Toomas Mathiesen谱写的，是一首描述拉东尼亚争取自由的诗歌。
2. ↑  一Örtug大约是10个瑞典克朗。
3. 1 2  莱顿尼亚官方网站
4. ↑  . BBC News. 2002-03-11  [2012-04-10]. （原始内容存档于2017-08-03）.
5. ↑  . 瑞典及北欧最好的华人论坛 • 北欧华人天空.   [2022-11-11]. （原始内容存档于2019-09-20）.